# Коростелев, Юлиус
Юлиус Коростелев (словац. Július Korostelev; 19 июня 1923, Мартин — 18 октября 2006, Турин) — чехословацкий футболист русского происхождения. После завершения игровой карьеры работал тренером. Большую часть жизни провёл в Италии.

## Биография
Отец Юлиуса Коростелева был русским выходцем из Калуги, а родители матери были родом из Крыма. Родители футболиста покинули Россию в 1917 году, сразу после революции и поселились в чехословацком городе Святый Мартин. Отец работал на станке, а мать продавала сладости. Детство Юлиуса прошло в кругу детей других русских эмигрантов, особенно популярен в их среде был футбол. Он начал играть в детской команде «Долуместие», а затем пришёл в клуб «Турчанский Святый Мартин», в котором выступал во время войны.
В 1945 году Коростелев, во многом благодаря Фердинанду Даучику, желавшего иметь в своей команде талантливого крайнего форварда, перешёл в клуб «Слован», в котором за сезон забил 23 гола. После чего перешёл, вместе со своим соотечественником Честмиром Вычпалеком, в туринский «Ювентус», который заплатил за трансфер футболиста 300 тыс. крон. В «Юве», в первом сезоне Коростелев забил 15 голов в 30-ти матчах. Летом 1947 года Коростелев перешёл в клуб «Аталанта», в котором выступал 2 года, проведя 36 матчей и забив 9 голов.
В 1949 году Коростелев перешёл в клуб серии С «Реджина», которой он помог выйти в серию В. Затем Коростелев выступал за клуб «Парма», с которым на 3-м сезоне вышел в серию В, а всего Юлиус выступал за пармезанцев 5 сезонов. Завершил карьеру Коростелев в клубе серии D «Мантова».
За сборную Чехословакии Коростелев провёл один матч, 14 сентября 1946 года против сборной Швейцарии, в которой чехословаки победили 3:2.
После разделения Чехии и Словакии, Коростелев вернулся на родину, в 2003 году он сильно заболел, ему пришлось ампутировать ноги из-за непроходимости крови. В 2006 году Юлиуса Коростелева не стало.

## Статистика
| Сезон     | Клуб                     | Лига         | Игры | Голы |
| --------- | ------------------------ | ------------ | ---- | ---- |
| 1941-1942 | Турчанский Святый Мартин | Словакия     | ?    | ?    |
| 1942-1943 | Турчанский Святый Мартин | Словакия     | 14   | 21   |
| 1943-1944 | Турчанский Святый Мартин | Словакия     | ?    | ?    |
| 1945-1946 | Слован (Братислава)      | Чехословакия | 18   | 23   |
| 1946-1947 | Ювентус                  | Серия А      | 30   | 15   |
| 1947-1948 | Аталанта                 | Серия А      | 18   | 5    |
| 1948-1949 | Аталанта                 | Серия А      | 18   | 4    |
| 1949-1950 | Реджина                  | Серия С      | 34   | 17   |
| 1950-1951 | Реджина                  | Серия С      | 18   | 5    |
| 1951-1952 | Парма                    | Серия С      | 24   | 11   |
| 1952-1953 | Парма                    | Серия С      | 29   | 15   |
| 1953-1954 | Парма                    | Серия С      | 32   | 15   |
| 1954-1955 | Парма                    | Серия В      | 22   | 7    |
| 1955-1956 | Парма                    | Серия В      | 7    | 1    |
| 1956-1957 | Мантова                  | Серия D      | 1    | 0    |